# Leiodes hybrida
Leiodes hybrida är en skalbaggsart som först beskrevs av Wilhelm Ferdinand Erichson 1845.  Leiodes hybrida ingår i släktet Liodes, och familjen mycelbaggar. Arten är reproducerande i Sverige.